# L'Île de Djerba
Pour l’article homonyme, voir Djerba.
Pour plus de détails, voir Fiche technique et Distribution.
L'Île de Djerba est un film documentaire français de Marc Allégret, sorti en 1928.

## Fiche technique
- Titre français : L'Île de Djerba
- Réalisation : Marc Allégret
- Production : Pierre Braunberger
- Société de production : Néofilms
- Pays de production :  France
- Format : noir et blanc — 35 mm — 1,33:1 — Muet
- Genre : documentaire